# Kawkasskaja
Kawkasskaja (russisch Кавка́зская) ist eine Staniza in der Region Krasnodar in Russland mit 11.164 Einwohnern (Stand 14. Oktober 2010).

## Geographie
Der Ort liegt im Kaukasusvorland etwa 140 km Luftlinie ostnordöstlich des Regionsverwaltungszentrums Krasnodar. Sie befindet sich am rechten Ufer des Kuban, das sich dort steil mehr als 70 m über den Spiegel des Flusses erhebt.
Kawkasskaja gehört zum Rajon Kawkasski und liegt etwa 8 km östlich des Zentrums von dessen Verwaltungssitz, der Stadt Kropotkin. Es ist Sitz und einzige Ortschaft der Landgemeinde Kawkasskoje selskoje posselenije. Knapp 10 km südlich liegt links des Kuban die Stadt Gulkewitschi, Verwaltungssitz des südlichen Nachbarrajons.

## Geschichte
Die Staniza geht auf eine ab 1778 etwas weiter östlich erbaute Festung zurück, die Teil der unter Suworow geplanten und errichteten Asow-Mosdoker Verteidigungslinie entlang der damaligen Grenze des Russischen Reiches zum Kaukasus war, die auf diesem Abschnitt dem Kuban folgte. Zunächst war ihr Name Temischbek nach der alten Bezeichnung der Örtlichkeit, doch schon ab 1779 Pawlowskaja nach dem Thronfolger Pawel (Paul). Nach einem Umbau unter General Iwan Gudowitsch 1793 erhielt die Festung den Namen Kawkasskaja, von russisch Kawkas für Kaukasus.
1794 wurden unweit der Festung aus der Staniza Romanowskaja stammende Donkosaken angesiedelt. Später wurde aus dieser Ansiedlung eine Staniza der Kubankosaken, wie die Festung als Kawkasskaja bezeichnet. Nachdem 1875 einige Kilometer westlich an dem auf den Ländereien der Staniza gelegenen Weiler Romanowski die Eisenbahnstrecke Rostow – Wladikawkas vorbeigeführt worden war, entwickelte sich um die dort errichtete Bahnstation Kawkasskaja eine größere Siedlung, die insbesondere nach der Eröffnung von dort beginnenden Zweigstrecken nach Stawropol 1897 und Krasnodar 1901 die Staniza an wirtschaftlicher Bedeutung übertraf, die heutige Stadt Kropotkin. Die Staniza Kawkasskaja war jedoch von 1876 bis 1924 Verwaltungssitz einer der sieben „Abteilungen“ (otdel) des Kuban-Gebietes (Kubanskaja oblast).
Im Zweiten Weltkrieg war die Staniza von Sommer 1942 bis Anfang 1943 von der deutschen Wehrmacht besetzt. Nach der Ausgliederung von Kropotkin als „regionsunterstellte Stadt“ aus dem seit 1937 bestehenden Kropotkinski rajon wurde dessen Verwaltung am 25. Januar 1944 nach Kawkasskaja verlegt und der Rajon in Kawkasski umbenannt. Die Staniza blieb zunächst bis 1956 Rajonzentrum, als die Verwaltung nach Kropotkin zurück verlegt wurde. Am 20. Oktober 1980 wurde Kawkasskaja erneut Verwaltungssitz des Kawkasski rajon. Im Rahmen der Verwaltungsreform in Russland wurde die bislang rajonfreie Stadt Kropotkin dann am 8. August 2008 wieder in den Kawkasski rajon eingegliedert und seine Verwaltung abermals nach dort verlegt, wobei aber der frühere Rajonname erhalten blieb.

### Bevölkerungsentwicklung
| Jahr | Einwohner |
| ---- | --------- |
| 1897 | 8.293     |
| 1939 | 6.204     |
| 1959 | 7.530     |
| 1979 | 9.398     |
| 1989 | 10.755    |
| 2002 | 11.531    |
| 2010 | 11.164    |
| 2015 | 10.705    |

Anmerkung: Volkszählungsdaten

## Verkehr
Bei Kawkasskaja liegt der Bahnhof Getmanowskaja bei Kilometer 12 der Eisenbahnstrecke Kropotkin (Station Kawkasskaja) – Palagiada (bei Stawropol) – Swetlograd (– Elista). In Getmanowskaja endet seit 1982 der elektrifizierte Teil der Strecke. Nördlich an der Staniza führt die Regionalstraße 03K-002 vorbei, die von Temrjuk über Krasnodar kommend bei Kropotkin die föderale Fernstraße R217 Kawkas (ehemals M29) kreuzt und weiter in die benachbarte, etwa 20 km entfernte Region Stawropol führt; dort weiter in Richtung Nowoalexandrowsk – Isobilny – Stawropol.